# Дуглас, Кэти (актриса)
Кэтрин Эмили Дуглас (англ. Kathryn Emily Douglas; род. 19 октября 1998, Берлингтон, Онтарио) – канадская актриса. 
Она играла роли в фильмах «Призраки» (2013–2014 гг.), «Мэри убивает людей» (2017–2019 гг.), главные роли в фильмах «Поверь мне: Похищение Лиза Маквей», «Уровень 16» (оба в 2018 г.) и «Девушка, которая сбежала: История Кары Робинсон» (2023 г.). В сериале Netflix «Джинни и Джорджия» (2021 г. – по настоящий момент) актриса играет Эбигейл (Эбби) Литтман — одну из лучших подруг главной героини Джинни, а в «Довольно тяжелые случаи» (2021–2023 гг.) она была Джеки. 
Рост актрисы составляет 152 сантиметра.

## Биография
Дуглас родилась 19 октября 1998 года в Берлингтон, Онтарио. Она начала играть в возрасте шести лет в Компании Большого Театра в Берлингтоне. Она снялась в ряде постановок, в том числе в рождественском спектакле с участием пингвинов и в роли Динь-Динь в летнем лагере Берлингтонской танцевальной академии. Кэти Дуглас училась в местной Средней школе Нельсона.

## Фильмография

### Кино
| Год  | Русское название | Оригинальное название | Роль             |
| ---- | ---------------- | --------------------- | ---------------- |
| 2013 | Compulsion       | Compulsion            | Шафран (молодой) |
| 2018 | Уровень 16       | Level 16              | Вивьен           |
| 2018 | Привидение       | Every Day             | Меган / А        |
| 2022 | Прогулка         | The Walk              | Кейт Кафлин      |
| 2025 | Кровавый урожай  | Clown in a Cornfield  | Куинн Мейбрук    |

### Телевидение
| Год        | Русское название                                | Оригинальное название                         | Роль                                  |
| ---------- | ----------------------------------------------- | --------------------------------------------- | ------------------------------------- |
| 2007       | F2: Криминалистический фактор                   | F2: Forensic Factor                           | Бренда                                |
| 2009       | Горячая точка (телесериал)                      | Flashpoint                                    | Дженнифер Сабистон                    |
| 2011       | Останься со мной                                | Stay with Me                                  | Люси                                  |
| 2012       | Солнечные зарисовки маленького городка          | Sunshine Sketches of a Little Town            | Роуз Ликок                            |
| 2012       | Less Than Kind                                  | Less Than Kind                                | Бренда                                |
| 2012       | Люди Альфа                                      | Alphas                                        | Подростковая Нина                     |
| 2013       | Неповиновение: Заблудшие                        | Defiance: The Lost Ones                       | юная Ириса                            |
| 2013–2014  | Призраки                                        | Spooksville                                   | Салли Уилкокс                         |
| 2013–2015  | Вызов                                           | Defiance                                      | Юная Ириса / Ирзу / Маленькая девочка |
| 2014       | В надежде на спасение                           | Saving Hope                                   | Татум                                 |
| 2015–2016  | Макс и Шред                                     | Max & Shred                                   | Мелани                                |
| 2016       | Повышение ожиданий                              | Raising Expectations                          | Коннор Уэйни                          |
| 2017–2019  | Свидетели                                       | Eyewitness                                    | Белла Милонкович                      |
| 2017–2019  | Мэри убивает людей                              | Mary Kills People                             | Наоми Малик                           |
| 2018       | Выполз                                          | Creeped Out                                   | Индиго                                |
| 2018       | Бремя правды                                    | Burden of Truth                               | Аманда Парсон                         |
| 2018       | Поверь мне: Похищение Лиза Маквей               | Believe Me: The Abduction of Lisa McVey       | Лиза Маквей                           |
| 2019       | Медсестры                                       | Nurses                                        | Саша                                  |
| 2021–2023  | Довольно тяжелые случаи                         | Pretty Hard Cases                             | Джеки Салливан                        |
| 2021–н. в. | Джинни и Джорджия                               | Ginny & Georgia                               | Эбби Литтман                          |
| 2023       | Девушка, которая сбежала: История Кары Робинсон | The Girl Who Escaped: The Kara Robinson Story | Кара Робинсон                         |

## Награды и номинации
- Канадский кинофестиваль «Кровь в снегу»:
  - 2018 – Лучшая женская роль (за фильм «Уровень 16»).
- Голливудский фестиваль кровавых ужасов:
  - 2021 – Лучшая молодая актриса (за фильм «Обоюдоострый»).
- Премия независимых фильмов ужасов:
  - 2021 – Лучшая женская роль (за фильм «Обоюдоострый»).
- Кинопремия ИндиФЕСТ:
  - 2022 – Гуманитарная награда за выдающиеся достижения Актриса: ведущая (за фильм «Прогулка»).
- Римская международная кинопремия:
  - 2022 – Лучшая молодая актриса (за фильм «Прогулка»).
- Фестиваль независимого кино в Голливуде:
  - 2022 – Лучшая женская роль второго плана (за фильм «Прогулка»).

### Номинации
- Дневная премия «Эмми» в области творческого искусства:
  - 2014 – Выдающийся исполнитель в детском сериале (за фильм «Призраки»).
- Молодой актёр:
  - 2014 – Лучшая роль – телесериал – ведущая молодая актриса (за фильм «Призраки»).
- Премия АКТРА:
  - 2019 – Выдающееся выступление – женщина (за фильм «Поверь мне: Похищение Лиза Маквей»).
- Канадские кинопремии:
  - 2020 – Лучшая главная роль, телефильм (за фильм «Поверь мне: Похищение Лиза Маквей»)
- Московский фестиваль инди-кино:
  - 2022 – Лучшая женская роль второго плана (за фильм «Прогулка»).